# 角田華子
角田 華子（すみだ はなこ、1971年9月17日 - ）は、セント・フォース所属のキャスター、タレント。本名：古賀 華子（こが はなこ）。

## 略歴
兵庫県出身。大阪芸術大学工芸学科在学中、1992年から1993年まで朝日放送の早朝情報番組『おはよう朝日です』のアシスタントキャスターを担当した。
1994年の大学卒業後上京し、女性タレント・キャスター専門事務所であるセント・フォースに所属。フジテレビの早朝報道番組『めざましテレビ』初代お天気キャスターとしてレギュラー出演したほか、ラジオパーソナリティなども務めた。
その後、柳川高等学校を経営する学校法人の副理事長を務めていた古賀賢氏（テニス選手としては松岡修造の同期生だった。2002年から理事長）と結婚し、福岡県に移住。セント・フォースに籍を置きつつも、出産・子育てに専念していたが、2006年10月7日からは同じ事務所の林恵子の後を受けてテレビ西日本『土曜NEWSファイル CUBE（2019年3月まで）→福岡NEWSファイル CUBE（2019年4月から）』の2代目女性キャスターを務めている。

## 人物
- 血液型はAB型。
- 特技はイラストを描くことで、『めざましテレビ』でもお天気コーナーでその腕前を披露していた。
- 『めざましテレビ』を担当していた頃、前日に深酒をしてしまい寝坊をしたことにより、一度だけ番組を遅刻したという失敗談がある。

## 出演番組

### レギュラー番組
情報番組
| 期間          | 期間          | 番組名                                                      | 役職                                     | 備考                                                                  |
| ------------- | ------------- | ----------------------------------------------------------- | ---------------------------------------- | --------------------------------------------------------------------- |
| 1992年4月     | 1993年3月     | おはよう朝日です（朝日放送）                                | アシスタント                             | セント・フォース所属前に担当                                          |
| 1994年4月1日  | 1999年3月31日 | めざましテレビ（フジテレビ）                                | お天気キャスター                         | 吉田恵が夏休みのために1999年7月26日 - 7月30日に一度限りの復活があった |
| 2006年10月7日 | 2024年3月30日 | 土曜NEWSファイル CUBE→福岡NEWSファイル CUBE（テレビ西日本） | キャスター                               |                                                                       |
| 2010年4月2日  | 2016年3月31日 | GeeBee（テレビ西日本）                                      | 『GeeBeeレディーズ』側でのレギュラー出演 |                                                                       |
| 2024年4月4日  | 2025年3月28日 | ももち浜ストア（テレビ西日本）                              | 木曜日コメンテーター                     |                                                                       |

バラエティ・ラジオ番組・その他
- 『エンタメゆうえんち 東京移住計画』（フジテレビ 1995年10月〜1996年3月）
- 『エモーショナルビート』（TOKYO-FM）月曜日アシスタント　
  - メインパーソナリティは、牧野隆志（東京プリン）（1998年4月〜1999年3月）。
- 『アサヒビールプレゼンツ・シルキータイム』（TOKYO-FM）
  - 高橋克典と共演（1999年4月〜12月）。
- 『club Direct』（DIRECTV）
- 『歴史ステーション1999』（関西テレビ 1999年4月〜7月）

### 単発番組
- 『B Wave』（フジテレビ 1997年4月17日）
- 『夕食バンザイ』（フジテレビ 1997年11月17日）
- 『踊る!さんま御殿!!』（日本テレビ 1999年3月9日）
- 『ライオンのごきげんよう』（フジテレビ 1999年4月2日・5日・6日）
- 『ココリコA級伝説』（テレビ朝日 1999年4月26日・6月14日）
- 『おーい、ニッポン』（NHK衛星第2テレビ 1999年6月27日）
- 『超めざましテレビ』（フジテレビ 1999年10月18日）
  - この出演で結婚と一時休業を発表。

## CM
- 『J-PHONE（現・ソフトバンクモバイル）』（1998年 旧東京エリアのみ）
  - 藤原紀香と共演。藤原とは大学生時代からの知り合いとのこと。

## 写真集
- 『華』光進社・刊 撮影：オガタ ケイ（1999年3月）